# 木 (白井市)
木（き）は、千葉県白井市の大字。郵便番号270-1437。

## 地理
北は折立、東から南は根、南西は野口、西は根、七次台に隣接している。

## 世帯数と人口
2017年（平成29年）10月31日現在の世帯数と人口は以下の通りである。
| 大字 | 世帯数  | 人口  |
| ---- | ------- | ----- |
| 木   | 185世帯 | 493人 |

## 小・中学校の学区
市立小・中学校に通う場合、学区は以下の通りとなる。
| 番地 | 小学校                 | 中学校               |
| ---- | ---------------------- | -------------------- |
| 一部 | 白井市立白井第一小学校 | 白井市立白井中学校   |
| 一部 | 白井市立七次台小学校   | 白井市立七次台中学校 |

## 施設
- 印西警察署白井交番
- 木集会所
- 木地区消防センター
- JA西印旛農作物直売所やおぱぁく
- 鷲神社

## 交通

### 道路
- 国道
  - 国道16号
- 都道府県道
  - 千葉県道191号西白井停車場線
  - 千葉県道280号白井流山線